# Кузьмина, Галина Павловна
Гали́на Па́вловна Кузьмина́ (род. 2 февраля 1948, дер. Афанасьевка Кайбицкого района Татарской АССР) — советский и российский философ, специалист по русской социальной философии, педагог. Доктор философских наук (2007), профессор (2009), Почётный работник высшего профессионального образования Российской Федерации (2013).

## Биография
Окончила философский факультет МГУ им. М. В. Ломоносова (1975) году.
С 1976 по 1978 г. работала преподавателем философии и логики в Тульском государственном педагогическом институте им. Л. Н. Толстого.
В 1982 г. окончила аспирантуру кафедры философии гуманитарных факультетов МГУ.
В 1985 защитила кандидатскую диссертацию по теме «П. Ф. Лилиенфельд как социолог», специальность 09.00.03 — история философии.
Научно-педагогическую деятельность продолжила на кафедре философии ЧГПУ им. И. Я. Яковлева в должности ст. преподавателя, доцента, исполняла обязанности заведующего кафедрой философии.
В 2007 г. защитила докторскую диссертацию по теме «Идеи органицизма в русской социальной философии» (09.00.11 — социальная философия).
В 2009 году стала профессором кафедры философии ЧГПУ имени И. Я. Яковлева, руководит работой аспирантов и соискателей по специальностям «Философия науки и техники» и «Социальная философия».
Опубликовано около 100 научных работ.

## Награды и признание
- Почётная грамота Министерства образования Чувашской Республики (2003)
- Почётная грамота Министерства образования и науки Российской Федерации (2005)
- Почётное звание «Заслуженный деятель науки и образования» решением Президиума Российской Академии Естествознания (2010)
- Учёное звание академик Российской Академии Естествознания (2012)
- Почётное звание «Почётный работник высшего и профессионального образования Российской Федерации» (2013)

## Научные труды

### Монографии
- Кузьмина Г. П. Органическое направление в русской социальной философии: монография. — Чебоксары: Изд-во ЧГПУ, 1998. ‒ 210 с.
- Метафизика креативности: монография.- М.: Изд-во «Перо», 2012. — 202 с. Личный вклад — С.37-43. Авторский коллектив: А. А. Авксентьев, В.В Бушуева, Н. Н. Бушуева, и др.

### Учебные пособия
- Общественный идеал в русской философии XIX—XXIвв: учебное пособие: для подготовки бакалавров по всем направлениям. — М.: Изд-во ГУУ, 2014. — 174 с. Личный вклад — С.58-66. Авторский коллектив: Е. М. Амелина, Н. С. Дубовицкая, В. Н. Жуков и др.
- Кузьмина Г. П. Органическая теория общества: учебное пособие. — М.: Изд-во «Теревинф», 2009. — 186 с.

### Статьи
- Кузьмина Г. П. П. Ф. Лилиенфельд-Тоаль о тождестве и различии между обществом и организмом // Актуальные проблемы социального познания. — М., 1982. — С. 76-83
- Кузьмина Г. П. Социально-философская теория Лилиенфельда-Тоаля // Вестник Московского университета. Сер. 7, Философия. — М., 1997. — N 5. — С. 76-87
- Кузьмина Г. П. Теоретические основы социальной философии П. Ф. Лилиенфельда // Философия и общество. — М., 1997. — N 4. — С. 138—160
- Кузьмина Г. П. Проблема языка в общесемантической концепции Л. Витгенштейна // Вестник Чувашского государственного педагогического университета имени И. Я. Яковлева. Языкознание. Лингводидактика = Челхе верентевека. — Чебоксары, 2000. — N 2 (15). — Ч. I. — С. 137—140
- Кузьмина Г. П. Лингвистическая философия // Вестник Чувашского государственного педагогического университета имени И. Я. Яковлева. Языкознание. Лингводидактика = Челхе верентевека. — Чебоксары, 2002. — N 9. — С. 55-62
- Кузьмина Г. П. О становлении понятия «организм» применительно к социальной реальности // История, культура, общество. — Красноярск, 2004. — С. 308—311
- Кузьмина Г. П. Органическая теория общества о «болезнях» социального организма // Философия и общество. — М., 2007. — N 1. — С. 98-117
- Кузьмина Г. П. П. Ф. Лилиенфельд о проблеме «человек-общество» и способе её решения // Отечественное философское наследие и современность: идеи, пробл., люди : Материалы Володинских чтений. — М., 2009. — С. 222—227
- Кузьмина Г. П. Активизация познавательной деятельности учащихся вуза посредством нетрадиционных форм и методов обучения философии // Философские опыты. — М., 2009. — Вып. 2. — С. 7-16
- Кузьмина Г. П. Концепция социальной эволюции в органической теории П. Лилиенфельда // Исторический процесс: истоки, перипетии, перспективы. — Йошкар-Ола, 2011. — Вып. 10. — С. 19-29
- Кузьмина Г. П. Развитие идей органицизма в условиях постсоветской России // Вестник Чувашского и Марийского отделений Российского философского общества. — Чебоксары; Йошкар-Ола, 2007. — N 1. — С. 127—135
- Кузьмина Г. П. Проблема индивидуального и коллективного в контексте глобального эволюционизма // Социально-гуманитарное знание в современном мире. — М., 2012. — Вып. 2. — С. 59-64
- Кузьмина Г. П., Сидоров И. А. Компьютерные игры и их влияние на внутренний мир человека // Вестник Чувашского государственного педагогического университета имени И. Я. Яковлева. — Чебоксары, 2012. — N 2 (74), ч. 2. — С. 78-84
- Кузьмина Г. П., Степанов А. Г. Право в контексте традиций социально-философского анализа // Вестник Чувашского университета. — Чебоксары, 2012. — N 1. — С. 105—109
- Кузьмина Г. П. Учение органиков о патологии и терапии социального организма // Философия и общество. ‒ М.: Изд-во Учитель, 2007. ‒ № 1. ‒ С. 153‒166.
- Кузьмина Г. П. Органическая концепция развития общества в работах российских социологов-органиков // Соловьёвские исследования. Вып. 1 (25). ‒ 2010. — С. 36—51;
- Кузьмина Г. П. Концепция социальной эволюции в органической теории П. Лилиенфельда // Исторический процесс : истоки, перипетии, перспективы : межвузовский сборник статей. — Вып. 10. — Йошкар-Ола : Изд-во МарГТУ, 2011. — С. 19-29.
- Кузьмина Г. П. Методологическое значение идей органицизма в исследовании социальной реальности // Метафизика креативности — Выпуск 6. — М.: Изд-во «Перо», 2013. — С. 39-46.
- Органицизм как теоретико-методологическая основа миропонимания российских мыслителей // Фундаментальные исследования. — 2014. ‒ № 6‒4.

### Переводы
- Лилиенфельд, П. Органический метод в социологии / Пер. с нем. Г. П. Кузьминой // Философия и общество. — М., 1997. — N 4. — С. 226—255